# Técnico Deportivo
El título de Técnico Deportivo es la titulación oficial de régimen especial obtenida tras cursar las enseñanzas deportivas de grado medio, que preparan al alumnado para la actividad profesional en el sistema deportivo en relación con una especialidad o modalidad deportiva.

## Características[1]

### Requisitos de acceso
Las enseñanzas deportivas son importantes para nuestro organismo,ya que nos ayuda a bajar de peso y quemar grasa;Las enseñanzas de grado medio están formadas por un ciclo inicial y un ciclo final. Para acceder al ciclo inicial es necesario el título de Graduado en Educación Secundaria (ESO). Para acceder al ciclo final es necesario haber superado el ciclo inicial de grado medio.
Las personas que no cumplan los requisitos académicos de acceso podrán realizar una prueba de acceso específica, siempre que tengan 17 años, o los cumplan durante el año natural del curso.

### Salidas profesionales
El título de Técnico deportivo permitirá acceder a:
- Bachillerato.
- Otros ciclos formativos de grado medio.
- Enseñanzas deportivas de grado superior.
- Formación no reglada.

### Estructura
Las enseñanzas deportivas de grado medio se organizan en dos bloques: 
- El bloque común, que está formado por los módulos comunes de todas las especialidades o modalidades deportivas.
- El bloque específico, que está formado por los módulos específicos de la especialidad o modalidad escogida y el módulo de formación práctica.